# Cube de tourneur
Pour les articles homonymes, voir Cube (homonymie).

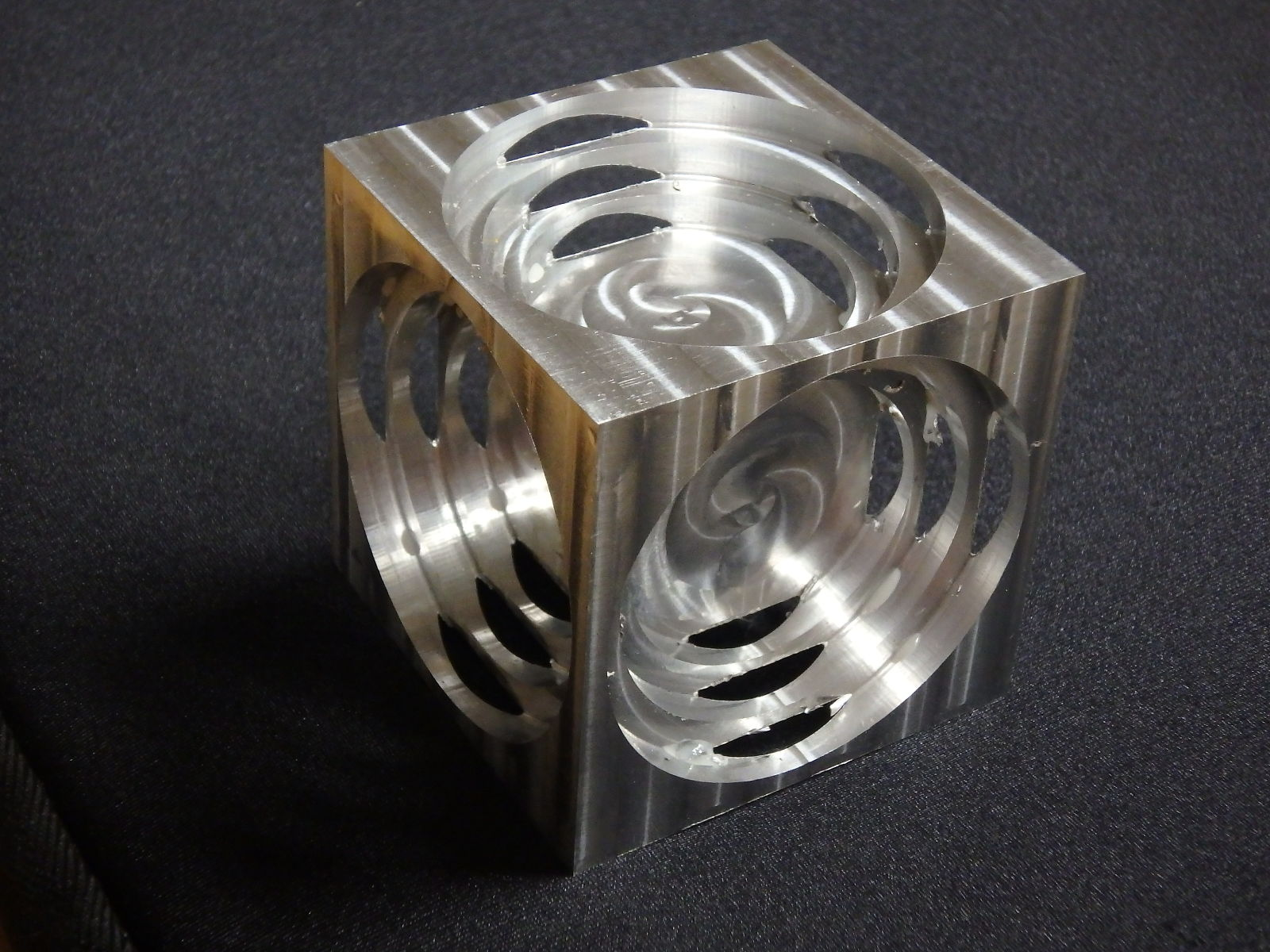
Cube de tourneur

Un cube de tourneur (Turner's cube) est un cube sculpté à l'aide d'un tour ou par fabrication additive. Lorsque réalisé sur un tour, il demande un certain degré d'habileté et de maîtrise de la machine pour être réalisé et peut ainsi servir de démonstration ou d'exemple pédagogique en éducation.